# Informationstechnikbataillon 281
Das Informationstechnikbataillon 281 (ITBtl 281) in Gerolstein ist eine Dienststelle des Cyber- und Informationsraums und untersteht dem Kommando Informationstechnik-Services der Bundeswehr. Es betreibt mit seinen Soldaten die Informations- und Kommunikationssysteme der Bundeswehr im Einsatz.

## Auftrag
Das Informationstechnikbataillon 281 hat den Auftrag, durch Einsatz seiner mobilen Fernmeldeanlagen und Kräften des Informations- und Kommunikationssystems der Bundeswehr die Informationsversorgung der Bundeswehr im Einsatzgebiet als technische Voraussetzung für die Vernetzte Operationsführung und die Führungsunterstützung zur Gewährleistung der nationalen Führungsfähigkeit sicherzustellen. Dazu stellt es bei Übungen und Einsätzen Anteile des Kernsystems (Kernnetz und streitkräftegemeinsame Anwendungen), Bereitstellungspunkte zum Übergang in das Kernnetz und Zugangsnetze sowie dezentrale Anwendungen bereit. Spezialisiert hat sich das Bataillon dabei auf das besonders breitbandige Kommunikationssystem SATCOM-Mehrkanal. Außerdem führt es die Grundausbildung für die Stäbe der Streitkräftebasis durch.

## Geschichte
Am 1. Juli 1959 wurde in Rheinbach das Fernmeldebataillon 913 aufgestellt. Ende März 1960 folgte eine Verlegung nach Aachen. Ab April 1961 hieß das Bataillon Fernmeldebataillon 767 mit der unterstellten Fernmeldeausbildungskompanie 797. Mitte 1964 folgte die Verlegung an den jetzigen Standort nach Gerolstein. Es folgten weitere Umbenennungen: erst im September 1966 in Schweres Fernmeldebetriebsbataillon 767 und 13 Jahre später im September 1979 in Fernmeldebataillon 930. Die Unterstellung war zu diesem Zeitpunkt unter die Führungsfernmeldebrigade 900.
Ende April 1993 wird das Bataillon zur Herstellung einer 4-kanaligen Satellitenverbindung in Somalia im Rahmen von UNOSOM II eingesetzt.
Im April 1994 folgt aus dem Fernmeldebataillon 930 die Indienststellung des Fernmelderegiments 930 und im ersten Quartal 1996 werden die 4. und 5. Kompanie des Fernmelderegiments 930 von Mayen (ehemals 2. und 3. Kompanie des FmBtl 960) nach Gerolstein verlegt.
Am 26. Januar 1998 stellt die neu errichtete Bodenstation eine erste Verbindung im Rahmen von SFOR nach Mostar in Bosnien her.
Mitte 2002 wurde das Fernmelderegiment 930 außer Dienst gestellt und das Fernmeldebataillon 281 gebildet. Zum 26. September 2005 folgte im Rahmen der Transformation der Bundeswehr eine erneute Umbenennung des Bataillons in Führungsunterstützungsbataillon 281. Das Bataillon wurde im Oktober 2008 durch die Aufstellung einer 6./Führungsunterstützungsbataillon 281 mit einer Kompanie erweitert. Am 4. Juni 2012 werden die  Gerolsteiner Führungsunterstützer durch den Ministerpräsident Kurt Beck für besondere Verdienste mit dem Fahnenband des Landes Rheinland-Pfalz geehrt.
Anfang Juli 2017 erfolgte eine erneute Umbenennung in Informationstechnikbataillon 281. Zusätzlich wurde die 6./ und 7./Führungsunterstützungsbataillon 281 aufgelöst.
Im Mai 2020 hatte das Bataillon in der Eifel einen Einsatz im Kampf gegen den Borkenkäfer.
Ab Mitte November 2020 befand sich ein Teil des Bataillons für vier Monate in Afghanistan.

## Kommandeure
| Nr. | Dienstgrad     | Name                     | Beginn der Amtszeit | Ende der Amtszeit |
| --- | -------------- | ------------------------ | ------------------- | ----------------- |
| 9   | Oberstleutnant | Sascha Günther           | 11. April 2022      |                   |
| 8   | Oberstleutnant | Lars Decker              | 4. April 2019       | 11. April 2022    |
| 7   | Oberstleutnant | Christian Sohns          | 3. März 2016        | 4. April 2019     |
| 6   | Oberstleutnant | Kai Lootz                | 27. März 2014       | 3. März 2016      |
| 5   | Oberstleutnant | Hans-Jörg Oster          | 1. März 2011        | 27. März 2014     |
| 4   | Oberstleutnant | Uwe Larsen               | ?. März 2009        | 1. März 2011      |
| 3   | Oberstleutnant | Egbert Fikowski          | ?. November 2006    | ?. März 2009      |
| 2   | Oberstleutnant | Gideon Römer-Hillebrecht | ?. Januar 2005      | ?. November 2006  |
| 1   | Oberstleutnant | Gregor Engels            | ?. ? 2003           | ?. Januar 2005    |

## Wappen des Verbandes
Das Wappen des Informationstechnikbataillon 281 setzt sich aus dem Wappen der Stadt Gerolstein und einigen militärischen Stilelementen zusammen. Die Blasonierung des Wappens der Stadt Gerolstein lautet: „In Gold ein rot-bewehrter und -bezungter schwarzer Löwe, belegt mit einem fünflätzigen roten Turnierkragen.“ Der abgebildete schwarze Löwe stellt den Jülicher Löwen dar, dem Wappentier des Herzogtums Jülich, zu welchem Gerolstein einst gehörte.
Unterhalb des schwarzen Löwen wird das Gerolsteiner Wappen durch die Farben der deutschen Bundesflagge ergänzt, auf denen das stilisierte militärische Symbol der Fernmeldetruppe in gelb prangt. Umrahmt wird das Wappen von einem breiten, roten Rand. Im Gegensatz zum Gerolsteiner Wappen präsentiert sich das Wappen des Informationstechnikbataillon 281 auf einem Dreieckschild und nicht auf einem Halbrundschild.